# Thor: The Dark World
Thor: The Dark World (titulada Thor: un mundo oscuro en Hispanoamérica y Thor: el mundo oscuro en España) es una película de superhéroes estadounidense de 2013 basada en el personaje de Marvel Comics Thor, producida por Marvel Studios y distribuida por Walt Disney Studios Motion Pictures. Es la secuela de Thor (2011) y la octava película en el Universo cinematográfico de Marvel (UCM). La película es dirigida por Alan Taylor, con un guion de Christopher Yost, Christopher Markus y Stephen McFeely. Es protagonizada por Chris Hemsworth como Thor, junto a Natalie Portman, Tom Hiddleston, Anthony Hopkins, Stellan Skarsgård, Idris Elba, Christopher Eccleston, Adewale Akinnuoye-Agbaje, Kat Dennings, Ray Stevenson, Zachary Levi, Tadanobu Asano, Jaimie Alexander y Rene Russo. En Thor: The Dark World, Thor se une a Loki para salvar los Nueve Reinos de los elfos oscuros al mando del vengativo Malekith, que pretende hundir al universo en la oscuridad.
El desarrollo de Thor: The Dark World comenzó en abril de 2011, cuando el productor Kevin Feige anunció los planes para una secuela que sucediera a la película crossover The Avengers. En julio de 2011, Kenneth Branagh, director de Thor, se retiró del proyecto. Brian Kirk y Patty Jenkins fueron considerados para dirigir la película antes de que Taylor fuera contratado en enero de 2012. El elenco secundario se completó en agosto de 2012, con la inclusión de Eccleston y Akinnuoye-Agbaje. El rodaje inició en septiembre de 2012 en Surrey, Inglaterra con la continuación del rodaje en Islandia y Londres, antes de concluir en diciembre de 2012. La película fue convertida al 3D en posproducción.
Thor: The Dark World tuvo su premier en el Odeon Leicester Square en Londres el 22 de octubre de 2013, y se estrenó el 8 de noviembre de 2013 en los Estados Unidos. Muchos críticos la elogiaron por sus efectos visuales y actuaciones —en particular la de Hemsworth y Hiddleston—, pero criticaron su historia, villano y ritmo; muchos críticos la declaran la peor de las películas del UCM. La película fue un éxito crítico, con una recaudación de más de $644 millones mundialmente que la convirtió en la décima más taquillera de 2013. Una tercera película, Thor: Ragnarok, se estrenó el 3 de noviembre de 2017 y una cuarta película, Thor: Love and Thunder, se estrenó el 8 de julio de 2022.

## Argumento
Hace 5000 años, en el 2987 a. C., Bor, padre de Odín, luchó contra los elfos oscuros, dirigidos por Malekith, quien buscaba desatar un arma conocida como el Éter en los Nueve Mundos. Luego de vencer a las fuerzas de Malekith, entre ellos guerreros mejorados llamados los Kursed, en su planeta natal de Svartalfheim, Bor protege el Éter dentro de una columna de piedra y ordena ocultarla en un lugar donde los elfos oscuros nunca jamás la encuentren. Sin el conocimiento de Bor, Malekith junto con su teniente Algrim y un puñado de elfos oscuros consiguen sobrevivir a la batalla y escapan al espacio exterior quedando en animación suspendida.
En el presente en Asgard, Loki aparece frente a Odín para responder por todos sus crímenes de guerra cometidos en la Tierra y es condenado a prisión por toda la eternidad. Encerrado en su celda, Loki es visitado a Diario por Frigga, su madre y maestra en la hechicería, quien intenta hacerlo ver sus errores, pero su hijo aun se muestra resentido contra su familia y convencido de tener la razón, por lo que la trata con dureza a pesar de que su cariño por ella es evidente.
Mientras tanto, Thor junto a Fandral, Volstagg y Sif, repelen a los merodeadores en Vanaheim, hogar de su camarada Hogun; esta es la última batalla en una guerra para pacificar los Nueve Mundos tras la reconstrucción del Bifröst. Thor y los demás luchan, hasta que aparece un Kronan gigante que los ataca hasta que Thor lo mata fácilmente y logra la rendición de los merodeadores. Una vez en Asgard, se enteran de la inminencia de "La Convergencia", un alineamiento excepcional de los Nueve Mundos; mientras el evento se aproxima, aparecen portales al azar que conectan los mundos. 
En Londres, la astrofísica Dra. Jane Foster se encuentra en un almuerzo con un compañero de trabajo y pretendiente llamado Richard, hasta que es interrumpida por su asistente Darcy Lewis y el pasante de Darcy, Ian ya que Dr. Erik Selvig, quien aún sufre secuelas ocasionales por el lavado de cerebro de Loki, fue arrestado por andar desnudo y por causar un alboroto en Stonehenge. Jane, Darcy e Ian llegan a una fábrica abandonada, dónde unos misteriosos portales han aparecido, distorsionando las leyes de la física a su alrededor. Al separarse del grupo accidentalmente, Jane se teletransporta a otro mundo, donde encuentra la columna de piedra del Éter y acaba por absorberlo sin querer. Heimdall alerta a Thor de que Jane ha desaparecido más allá de su visión omnipresente, lo que conduce a Thor a la Tierra. 
Jane regresa a la fábrica y Darcy le revela que desapareció por 5 horas. Cuando Thor aparece ella se muestra molesta por tantos meses ausente y por no visitarla tras la batalla en Nueva York cuando, sin querer, libera una fuerza sobrenatural por lo que Thor la lleva a Asgard para que sus curadores intenten ayudarla. Odín, descubre a Jane y comprende que ahora es el recipiente del Éter explicándoles que no solo la esta protegiendo sino que también la esta matando lentamente, también les dice que Malekith fabricó el Éter y no es posible de extraerlo de Jane.
Malekith, despertado por la liberación del Éter convierte a su aliado Algrim en un Kursed y rastrea el Éter hasta Asgard donde son capturados; pero solo es una maniobra para infiltrar el palacio por lo que Algrim y sus hombres una vez dentro se liberan y atacan el lugar mientras Malekith y los Elfos Oscuros invaden Asgrad en una nave. Durante la batalla, Malekith pasa frente a la celda de Loki que, dominado por su resentimiento, revela la habitación donde han ocultado a Jane, ignorando que su madre la acompaña. Siguiendo sus indicaciones, los elfos las encuentran, pero Frigga los enfrenta hasta que descubren que Jane es solo una ilusión creada por Frigga para distraerlos, por lo que Algrim la mata. Thor aparece y ataca a Malekith quemando la mitad derecha de su rostro, se ven forzados a escapar de Asgard, sin conseguir el Éter. Al caer la noche, se realiza un funeral para Frigga y los soldados que murieron en la batalla contra los elfos oscuros; mientras, Loki es notificado de la muerte de su madre, comprendiendo que es consecuencia de sus acciones. 
A pesar de las órdenes de Odín de no irse de Asgard y preparase para ir a la guerra contra los elfos. Thor, comprendiendo que el deseo de venganza de su padre no le permite pensar con claridad, recluta a Sif, Fandral, Volstagg y Heimdall para idear un plan de escape y de mala gana también recluta a Loki, quien conoce las salidas secretas de Asgard y llegar a Svartalfheim, dónde usarán a Jane para atraer a Malekith y confrontarlo. A cambio, Thor le promete a Loki la oportunidad de vengarse de Malekith por matar a su madre. Mientras Volstagg y Sif retrasan a soldados asgardianos y con la ayuda de Fandral en su escape, Thor, Loki y Jane se dirigen a Svartalfheim y Malekith sintiendo la presencia del Éter en ese lugar decide seguirlos.
Loki engaña a Malekith para que extraiga el Éter de Jane, pero el intento de Thor de destruir la sustancia expuesta falla y Malekith absorbe el Éter y se va en su nave, mientras Loki muere mientras enfrenta y mata a Algrim por lo que Thor promete a su hermano contarle a su padre de su sacrificio. Más tarde, Thor y Jane descubren otro portal en una cueva cercana y aparecen nuevamente en Londres, donde se reúnen con Darcy, Ian y Erik Selvig, quien ha estado investigando la Convergencia y como lidiar con sus efectos y descubre que Malekith planea retornar a los elfos oscuros al poder desatando el Éter en el centro de la Convergencia en Greenwich. 
Thor enfrenta a Malekith atravesando varios portales y mundos hasta que un portal los separa y deja a Malekith sin obstáculos en la Tierra. Thor regresa a tiempo para ayudar a sus camaradas mortales a usar su equipo científico para transportar a Malekith a Svartalfheim, donde es aplastado por su propia nave dañada, matándolo. 
Thor regresa a Asgard, para confrontar a su padre por todas sus recientes acciones, en donde Odín le ofrece tomar su lugar en el trono de Asgard, pero Thor rechaza la oferta y en su lugar le cuenta del sacrificio de Loki y ofrece entregarle su martillo, pero Odín le menciona que el martillo le pertenece a él mientras sea digno del mismo y bajo la excusa de castigarlo por su desobediencia lo envía a la Tierra. Cuando Thor se retira de la sala del trono, la forma de Odín se transforma en Loki, revelando que este aún seguía con vida y ha usurpado el trono de Asgard. 
En una escena a mitad de créditos, Volstagg y Sif visitan al coleccionista intergaláctico Taneleer Tivan en Knowhere y le confían el cuidado del Éter, Tivan les pregunta a los asagardianos por qué no lo cuidan ellos, y Volstagg le comenta que con el Teseracto ya en Asgard, no es sabio tener dos Gemas del Infinito en un solo lugar. Luego Sif y Volstagg se retiran y Tivan declara su deseo de adquirir las otras cinco Gemas del Infinito. 
En una escena poscréditos, Jane y Thor se reúnen en la Tierra con un apasionado beso, mientras que en la fábrica abandonada de Londres, un monstruo de hielo de Jotunheim, transportado por accidente a la Tierra durante la batalla final aparece persiguiendo a las aves del lugar.

## Reparto
- Chris Hemsworth como Thor:

El príncipe heredero de Asgard, basado en la deidad mitológica nórdica del mismo nombre. Hemsworth declaró que la película trata temas no resueltos en cuanto a las relaciones de Thor de películas anteriores, "Para Thor y Jane, hay algunas preguntas sin responder ahora, ya que obviamente no pasó y se puso al día con ella en The Avengers. Thor podría tener ciertas explicaciones que dar en esta. Y con Loki, llegamos al centro principal de nuestro conflicto de todo lo que viene de Thor y The Avengers hasta ahora." Hemsworth añadió, "El camino de Thor creo que continúa más de donde terminó la primera; a punto de asumir el trono [...] y ahora llega a comprender la responsabilidad que eso conlleva. Además, Alan [Taylor] sigue hablando del lado oscuro de dicha responsabilidad, y los secretos de ser rey o volverse muy político sobre lo que la gente debe y quiere saber." El actor disfrutó en especial el papel de Thor en esta película ya que pudo "quebrarlo, encontrar sus cualidades humanas y su lado vulnerable."
- Natalie Portman como Jane Foster:

Una astrofísica y el interés amoroso de Thor, que la lleva de la Tierra a Asgard luego de que una energía misteriosa la infecta. El productor Kevin Feige dijo, "mientras que Thor era un pez fuera del agua en la Tierra en las primeras dos película (Thor y The Avengers), esta vez Jane es un pez fuera del agua en Asgard." Portman añadió, "No quería hacerlo como Bill & Ted, o como una chica de los suburbios que arrojada en Shakespearelandia." Portman también dijo que la película encuentra a Jane en un lugar distinto de su vida, "Jane se mudó, así que ahora está en Londres, ya no en Santa Fe. Obviamente ya ha pasado por extrañar a Thor y también estar enojada con él porque no tocó su puerta cuando estaba en su planeta. Sin duda ha estado superando eso y tratando de avanzar." Elsa Pataky, esposa de Hemsworth, suplantó a Portman durante la escena poscréditos debido a un conflicto de agendas.
- Tom Hiddleston como Loki:

Hermano adoptivo y némesis de Thor, basado en la deidad del mismo nombre, que forma una alianza incómoda con Thor contra los elfos oscuros. Sobre adónde deseaba llevar al personaje en la película, Hiddleston dijo, "Me gustaría llevar [a Loki] a tocar fondo. Me gustaría verlo rendirse, en esencia, a sus instintos más oscuros. Entonces, luego de tocar fondo, tal vez resurja. Creo que mi fascinación con interpretar a Loki es que, en la historia de la mitología, los cómics y los mitos escandinavos, siempre está bailando en la línea entre el lado oscuro y la redención." Hiddleston recordó, "Cuando conocí a Alan [Taylor], me preguntó si pensaba que podría volver a ser Loki sin repetirme y recordé haber hablado con Kevin Feige cuando estábamos en el tour promocional de Avengers. Dije, 'De acuerdo, ya has visto a Thor y Loki ser antagonistas por dos películas. Sería genial verlos luchar codo a codo. Ya he sido el malo dos veces, así que no puedo volver a serlo, o sino no debería estar en esta película. Así que tenemos que encontrar un nuevo papel que yo interprete.'"
- Anthony Hopkins como Odín:

El rey de Asgard, padre de Thor, y padre adoptivo de Loki, basado en la deidad del mismo nombre, que desaprueba que Jane Foster esté en Asgard. Sobre la relación de Thor con su padre, Hemsworth dijo, "el conflicto entre Thor y Odín fue tan bueno en la primera [...] así que ciertamente desacuerdan como creo que siempre harán por momentos, pero hay un respeto mucho mayor entre ellos. Entonces se vuelve, supongo, una conversación más madura, pero hay más en juego esta vez, también. No solo son sus egos individuales, todo el universo está en juego." En cuanto a su enfoque Hopkins dijo, "Solo interpreto a Odín como un ser humano, con quizás un poco más de dimensión. Me dejo la barba, me veo impresionante con suerte y lo mantengo lo más real posible."
- Stellan Skarsgård como Erik Selvig:

El mentor y colega de Foster. Skarsgård dijo que la película encuentra a Selvig en un "modo interrumpido", y explicó, "Tener un dios en tu cabeza por un tiempo genera ciertos problemas psicológicos", en referencia al trauma del personaje luego de The Avengers.
- Idris Elba como Heimdall:

El centinela asgardiano del Puente Bifröst, que todo lo ve y todo lo oye, basado en la deidad del mismo nombre. Elba dijo que tiene un papel mayor en la secuela, "En la nueva película vamos a conocer a Heimdall el asgardiano un poco mejor, y vamos a conocer Asgard un poco mejor. No puedo decir mucho, pero la expansión de Thor en su mundo será enorme. Mi papel era muy pequeño y funcional en la primera película."
- Christopher Eccleston como Malekith:

El soberano de los elfos oscuros de Svartalfheim, una raza alienígena más antigua que el universo. Sobre la motivación de Malekith, Eccleston dijo, "Su misión posee una cualidad trágica. Porque ha perdido a su esposa, ha perdido a sus hijos. Ha perdido todo. Regresa en busca de venganza. Y el agente de su venganza es el Éter. Si se apodera de él, es omnipotente." Eccleston continuó, "Sobre lo que pensé mucho era la venganza; hay enormes cantidades de venganza. Hay un dicho: 'si quieres cobrar venganza, cava dos tumbas.' Hice una película llamada Revengers Tragedy donde interpreté a un tipo llamado Vindici —de la palabra 'vengativo'— y es la destilación de la venganza. Así que, en cierto sentido, en eso tuve que pensar: cómo la venganza puede volverte absolutamente maniático; pero igualmente intentas que tenga un motivo reconocible. Es la personificación del mal en el cine." Sin embargo, Taylor declaró que muchas escenas de los antecedentes de Malekith tuvieron que eliminarse de la película para hacerla más eficiente. Eccleston reveló que habla en un idioma inventado para la película, y explicó, "El idioma élfico está definitivamente basado en idiomas europeos. Creo que probablemente tiene un poco de finés. Tiene su lógica y su ritmo. También tiene muchas sílabas y es muy difícil hacer y actuar natural. Ha sido un desafío particular para nosotros pero espero que le de cierta complejidad y variedad a la película." Eccleston también dijo que el papel requirió seis horas de maquillaje y 45 minutos de vestimenta.
- Adewale Akinnuoye-Agbaje como Algrim / Kurse:

Un elfo oscuro, el leal teniente de confianza de Malekith, que se transforma en una criatura monstruosa para destruir a Thor. Akinnuoye-Agbaje describió a Kurse como "una amalgama de un toro y una criatura de lava. Tiene tendencia muy animalistas pero con este poder insaciable e imparable. Como actor, es una de las más difíciles cosas que encarnar. Hay que darse cuenta de que probablemente soy lo más poderoso que podría imaginar. Y hay que ser eso. No se puede pretender, para que al enfrentar a Thor, sea real." Akinnuoye-Agbaje declaró que el papel requirió tres horas de maquillaje por día y tuvo que ponerse prótesis de alta resistencia, y explicó, "El traje pesaba como 40 libras (18 kg). Estoy seguro de que habrá ciertos efectos por computadora, pero un buen 80% fui yo en un traje." Sobre el personaje, el actor dijo, "Supongo que Algrim y Kurse serían los malos por excelencia, pero en realidad son lo que percibo como el desprecio y las víctimas de la historia. Son los elfos que básicamente perdieron su planeta y su raza ante otra raza, los asgardianos. Aquí está un hombre/extraterrestre que se pone un objetivo noble más allá de su propia vida, y creo que hay algo extremadamente inspirador sobre eso porque ve todo el panorama y se ve como un medio para ese fin." Akinnuoye-Agbaje añadió, "Trabajé con el director Alan Taylor para intentar mantener la humanidad de Algrim hasta la transformación de Kurse, para que incluso al ver a Kurse la bestia, se puedan identificar con él como Algrim adentro. Y simbólicamente hicimos eso al conservar los mismos penetrantes ojos azules."
- Kat Dennings como Darcy Lewis:

Una estudiante de ciencia política que es pasante de Foster. Su papel en la película se expandió del rol de compañera, de alivio cómico, que tuvo en la primera película de Thor. Dennings dijo que su personaje es "muy mala en la ciencia real en la primera película. En la segunda, está más interesada, pero todavía no sabe nada de la misma. Ama a Jane, de verdad quiere que Jane y Thor estén juntos. Es casi como si propia telenovela que mira."
- Ray Stevenson como Volstagg:

Un miembro de los Tres Guerreros —un grupo de tres aventureros asgardianos que están entre los camaradas más cercanos de Thor—, conocido tanto por su abundante apetito y su amplia circunferencia. Sobre el personaje, Stevenson dijo, "Tiene un corazón del tamaño de un planeta que lleva en la manga, así que es como un niño grande." En cuanto al papel de Volstagg en la película, Stevenson dijo, "Volstagg está en conflicto, tiene una cría, ellos [los Guerreros Tres] están luchando por su hogar tanto como por la idea de Asgard misma. Ahí es donde está su conflicto." Explicó, "Está muy al tanto de qué tan amenazante podría ser este enemigo tanto en casa como en el campo de batalla."
- Zachary Levi como Fandral:

Un miembro de los Tres Guerreros, caracterizado como un romántico de capa y espada sin remedio. Levi reemplazó a Joshua Dallas en el papel debido a su compromiso con Once Upon a Time. Levi fue una opción para el papel en la primera película, pero se retiró debido a su compromiso con Chuck. Levi comparó al personaje con Flynn Rider, el personaje que interpretó en la película animada, Enredados, "Fandral es un poco parecido a Rider en ciertos sentidos [...] Es como este Lotario. Es como Errol Flynn. Ama a las mujeres, como yo". En cuanto a la dinámica de los Tres Guerreros, Levi dijo, "Los Tres Guerreros están ahí para apoyar a Thor. Somos sus confidentes, sus mejores amigos. Todos crecimos juntos en muchos sentidos y luchamos muchas batallas juntos, huimos de la muerte. Para mí es como deberían ser los mejores amigos; están ahí cuando necesitas hablar y están ahí si no quieres hablar, ¡y están ahí si tienes que escapar de la casa de tu padre en un esquife volador!"
- Tadanobu Asano como Hogun: un miembro de los Tres Guerreros, un nativo de Vanaheim,[28] identificado en principal por su sombría actitud.[44]

- Jaimie Alexander como Sif:

Una guerrera asgardiana, amiga de la infancia de Thor y la rival amorosa de Jane Foster, basada en la deidad del mismo nombre. Alexander dijo que hay más desarrollo de personaje de Sif y la película explora la relación entre Sif y Thor. La actriz explicó, "Realmente intenté llevar un poco más de vulnerabilidad en esta película. Sif está muy enamorada con Thor y le importa mucho su bienestar. Así que patea muchos traseros en esta película pero también abre mucho su corazón." Alexander sufrió una severa lesión de espalda en el set. Sobre la lesión, ella dijo, "Estaba lloviendo, estaba oscuro afuera, eran como las 5 de la mañana; bajé por una escalera de metal, me resbalé y se me corrió un disco en mi vértebra torácica y se me astilló la 11 de mi vértebra. Se me salió el hombro izquierdo de lugar y me desgarré el músculo romboides del lado derecho [...] Me dejó fuera del rodaje por un mes."
- Rene Russo como Frigga:

La esposa de Odín, reina de Asgard, madre de Thor y madre adoptiva de Loki, basada en la deidad mitológica del mismo nombre. Russo dijo que su papel se expandió y explora la relación de Frigga con Loki, "Sabes, me [re]cortaron en la primera película. Kenneth Branagh me envió una linda nota, porque él entendía, es un actor. Lo superas, ¿qué vas a hacer? Pero creo que necesitarán una buena madre en la próxima película. Loki necesita a su madre. Tengo mucha compasión por [Loki]. Pero podríamos tener una charla sobre lo que acaba de hacer".
Además, Alice Krige interpreta a Eir, una médica asgardiana. Chris O'Dowd aparece como Richard, un pretendiente de Jane Foster. Benicio del Toro, que interpreta al Coleccionista en Guardianes de la Galaxia, aparece en una escena entre créditos con Ophelia Lovibond, que interpreta a su ayudante Carina. Jonathan Howard interpreta a Ian Boothby, el pasante de Darcy. Tony Curran aparece como Bor, padre de Odín, basado en la deidad del mismo nombre. Clive Russell interpreta a Tyr, basado en la deidad del Tyr. Richard Brake interpreta a un capitán de los Einherjer. Chris Evans tiene un cameo no acreditado como Loki haciéndose pasar como el Capitán América, mientras que Stan Lee, cocreador de Thor, tiene un cameo como un paciente en una sala mental.

## Doblaje
| Intérpretes           | Personaje                      | Doblaje español     |
| --------------------- | ------------------------------ | ------------------- |
| Chris Hemsworth       | Thor                           | Iván Labanda        |
| Natalie Portman       | Jane Foster                    | Nuria Trifol        |
| Tom Hiddleston        | Loki                           | David Brau          |
| Anthony Hopkins       | Odín                           | Camilo García       |
| Rene Russo            | Frigga                         | Mercedes Montalá    |
| Christopher Eccleston | Malekith                       | Santi Lorenz        |
| Kat Dennings          | Darcy Lewis                    | Danai Querol        |
| Jaimie Alexander      | Sif                            | Elena Silva         |
| Idris Elba            | Heimdall                       | Juan Carlos Gustems |
| Stellan Skarsgård     | Erik Selvig                    | Joaquín Gómez       |
| Jonathan Howard       | Ian Boothby                    | Ángel de Gracia     |
| Ray Stevenson         | Volstagg                       | Eduard Farelo       |
| Zachary Levi          | Fandral                        | Hernán Fernández    |
| Chris O'Dowd          | Richard                        | Carlos di Blasi     |
| Tadanobu Asano        | Hogun                          | Andy Fukutome       |
| Chris Evans           | Steve Rogers / Capitán América | Raúl Llorens        |

## Producción

### Desarrollo
En abril de 2011, antes del estreno de Thor (película) (2011), el presidente de Marvel Studios Kevin Feige declaró que luego de The Avengers, "Thor se embarcará en una nueva aventura." Kenneth Branagh, director de Thor, respondió a estos comentarios, "Es noticia para mí. Esto es lo que diría: me encanta que estén confiados. Esperaré que la audiencia nos diga si debería haber una segunda, y luego si hay una buena conversación que tener [entre] todos nosotros, sería emocionante. Pero tengo demasiada sangre irlandesa supersticiosa como para asumir que Thor 2 sucederá. Pero si Marvel lo dice, entonces supongo que será verdad". Más adelante Feige explicó que Marvel Studios mediría el desempeño en taquilla de Thor antes de anunciar secuelas, pero afirmó, "Don Payne está trabajando en ideas para la historia de una segunda parte. Tenemos varias opciones con Ken [Branagh] para discutir al regresar, pero ahora el foco está en la primera. Don está, lento pero seguro, pensando en dónde llevar al personaje después, si tenemos suerte."
En junio de 2011, Walt Disney Studios fijó una fecha de estreno del 26 de julio de 2013 para la secuela de Thor, con Chris Hemsworth repitiendo su papel como el héroe titular. También se informó que Branagh no regresaría como director pero posiblemente participaría como productor. El Los Angeles Times citó el largo compromiso necesario para una épica llena de efectos especiales y la presión de iniciar el proceso de guion de inmediato como razones por la partida de Branagh, aunque inicialmente le entusiasmaba la chance de dirigir la secuela. Branagh señaló, "Fue mucho tiempo [hacer la primera película] y fue demasiado rápido para mí para volver inmediatamente a otra, [pero] fue una experiencia agradable y una película que me enorgullece mucho." El día siguiente, Marvel contrató formalmente a Payne, uno de los guionistas acreditados de la primera película, para escribir la secuela. En agosto, Brian Kirk entró en negociaciones para dirigir la secuela de Thor. La película hubiera marcado el debut de Kirk como director de una película de alto presupuesto, luego de haber dirigido series de televisión para HBO, Showtime y la BBC, entre ellas Game of Thrones.
En septiembre de 2011, Tom Hiddleston confirmó que regresaría en la secuela, especulando que en la película Loki tendría "que hacerse responsable de lo que ha hecho". Patty Jenkins, directora de Monster y el episodio piloto de The Killing de AMC, entró en negociaciones con Marvel Studios y Disney para dirigir la película, luego de que Kirk había rechazado la oferta debido a puntos de fricción contractuales que surgieron durante las negociaciones. Más adelante ese mes, Feige declaró que la secuela llevaría a Thor "literalmente a otros mundos" y sería "en principal el viaje de ese personaje, de él y Jane Foster y cómo funciona la nueva dinámica con su padre, así como también qué está en juego para los Nueve Reinos". El 13 de octubre de 2011, Marvel confirmó que Jenkins dirigiría la secuela y que Natalie Portman regresaría a su papel. Disney también trasladó la fecha de estreno de la película al 15 de noviembre de 2013.

### Preproducción
| La mayor diferencia que tengo [del enfoque de Branagh] de hecho tiene que ver con el aspecto y el tono. Todo se ve muy sucio. La primera de Thor era bastante brillosa y fue una decisión muy consciente e inteligente. Cuando llegué, quise dar una idea mejor de la mitología nórdica: la cualidad vikinga, la textura y el peso de la historia. Él es un superhéroe, pero existe hace miles de años. ¡Su padre es dios! —Alan Taylor |

En diciembre de 2011, Jenkins abandonó el proyecto, citando "diferencias creativas". Ella declaró, "La he pasado genial trabajando con Marvel. Nos separamos en muy buenos términos, y ansío volver trabajar con ellos." Jenkins sintió que no podría haber hecho una buena película "de Thor 2 porque no era la directora correcta [...] Podría haber hecho una Thor genial si hubiera hecho la historia que quería hacer. Pero no creo que fuera la personaje correcta para hacer una Thor genial de la historia que ellos querían hacer." Jenkins esperaba crear una película basada en la premisa de Romeo y Julieta, donde Jame estaba atrapada en la Tierra y Thor tenía prohibido ir a salvarla. Luego de que Thor finalmente viajase a la Tierra, él y Jane habrían descubierto que Malekith estaba "escondiendo una energía oscura dentro de la Tierra porque sabe que a Odín no le importa la Tierra, así que está usando el desinterés de Odín por la Tierra para engañarlo." 
Tres días después, se informó que Marvel estaba considerando a Alan Taylor y Daniel Minahan como prospectivos directores para reemplazar a Jenkins, y también estaban en medio de contratar un guionista para reescribir el guion de Don Payne, con una lista de posibles guionistas consistente de John Collee, Robert Rodat y Roger Avary. Al final del mes, Alan Taylor, más conocido por dirigir episodios de la serie de fantasía Game of Thrones de HBO, fue elegido como director de la secuela. Feige mencionó la obra de Taylor en las series Mad Men, Boardwalk Empire y Game of Thrones como razón de su contratación, y dijo, "Con la dirección de Alan tenemos unas capas más de pátina, textura y realidad en nuestro reino dorado." Para el 10 de enero, Marvel Studios le había encargado al guionista Robert Rodat que reescribiese la secuela, y Hiddleston afirmó que el rodaje comenzaría en Londres en el verano de 2012. Hemsworth más tarde confirmó que el comienzo del rodaje estaba programado para agosto. Hemsworth también reveló que la película tendría una sensación con más influencia vikinga, y explicó, "Creo que el elemento de ciencia ficción de Thor [...] el peligro es que cae un poco en el mundo de 'difícil de esclarecer.' Pienso en grandes cascadas y montañas y una influencia vikinga, donde surgió la mitología nórdica. Tener eso en Asgard lo hará más especial y eso es lo que Alan [Taylor] quiere añadirle." Feige dijo que "mientras que la relación entre Thor y Loki ciertamente ha cambiado [luego de los eventos de The Avengers] y progresado, mucho de Thor 2 comienza donde dejó en cuanto a Jane, a quien acabas de ver por un momento en un monitor de computadora, y también qué ha sucedido en los nueve reinos sin que los asgardianos puedan usar el Bifröst." Feige añadió que mientras que Loki tiene un papel, "habrá un villano diferente, otro gran villano".
En mayo de 2012, Mads Mikkelsen inició conversaciones para interpretar a uno de los villanos en la película y Anthony Hopkins, que interpretó a Odín en la primera película, se comprometió a regresar en la secuela. Al final del mes, Disney adelantó la fecha de estreno una semana, al 8 de noviembre de 2013. Para junio de 2012, el retorno de la mayoría del elenco de la primera película estaba confirmado, entre ellos Idris Elba, Jaimie Alexander, Ray Stevenson y Stellan Skarsgård. También en junio, Joshua Dallas anunció que no repetiría su papel de Fandral. Dallas tenía la intención inicial de volver, pero tuvo que retirarse debido a su compromiso con una serie de televisión, Once Upon a Time, y Zachary Levi fue elegido en su lugar. Levi originalmente fue una opción para el papel en la primera película, pero conflictos de agenda con Chuck lo obligaron a retirarse.
En julio de 2012, Mikkelsen declaró que no aparecería en la película debido a compromisos previos, "Eso no sucederá desafortunadamente. Tuve una reunión con [los cineastas], pero era demasiado tarde y entonces apareció Hannibal [...] Simplemente no pasará". En la Convención Internacional de Cómics de San Diego de 2012, se anunció que el título de la película sería Thor: The Dark World. Al final del mes, se notificó a los residentes cercanos a Bourne Wood en Surrey, Inglaterra que una película con el título de producción Thursday Mourning se rodaría en el área. En agosto, Christopher Eccleston entró en negociaciones finales para interpretar a Malekith, y se programó el rodaje para Islandia, donde Taylor grabó partes de Game of Thrones. El 22 de agosto, Kat Dennings fue contratada para repetir su papel como Darcy Lewis y Adewale Akinnuoye-Agbaje fue elegido como Algrim. Al final del mes, equipos de cine de Thursday Mourning comenzaron a construir sets en Stonehenge cerca de Amesbury, Inglaterra.

### Rodaje

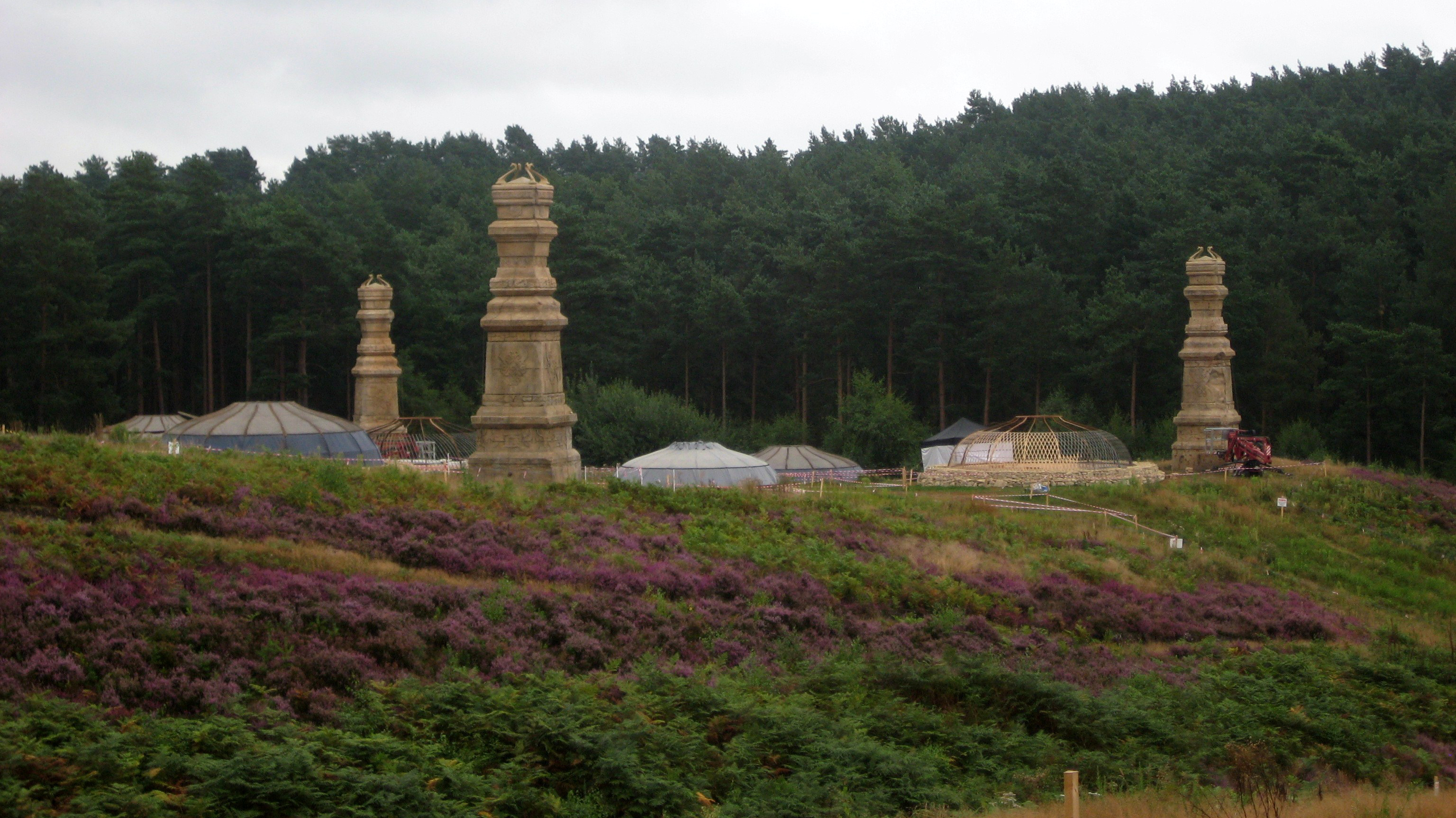
Set de filmación de Thor: The Dark World en Bourne Wood, Surrey, Inglaterra.

La fotografía principal comenzó el 10 de septiembre de 2012, en Bourne Wood, Surrey, Inglaterra, bajo el título de producción Thursday Mourning. Unas semanas después, Clive Russell fue elegido como Tyr, y Richard Brake como un capitán Einherjer. Al final del mes, Jaimie Alexander sufrió una lesión en el set de filmación de Londres, luego de resbalarse al caminar en la lluvia. El 12 de octubre de 2012, la producción se trasladó a Islandia, con la filmación llevada a cabo en Dómadalur, Skógafoss, Fjaðrárgljúfur y Skeiðarársandur. Iceland Review describió al rodaje como uno de los proyectos de cine más extensos en realizarse en Islandia. Tres días después, Disney anunció que la película se estrenaría en 3D. A fines de octubre, el rodaje inició en el Viejo Colegio Naval Real en Greenwich, Londres. El rodaje también se realizó en los Estudios Shepperton y Longcross Studios en Surrey entre octubre y diciembre de 2012. Entre otras locaciones de filmación se encontraron Wembley, Borough Market, Hayes y Stonehenge. Alexander tuiteó la conclusión del rodaje el 14 de diciembre de 2012. Un informe de 2013 sobre los costos de producción de películas, de parte de FilmL.A. Inc., indicó un presupuesto bruto de $170 millones, con una compensación de impuestos británicos de $17,3 millones para Thor: The Dark World. En 2016, cuentas de la compañía Disney anunciaron que el presupuesto gastado fue de $237,6 millones por Thor: The Dark World, pero con una compensación de $37 millones por pagos de una autoridad fiscal británica.
Kramer Morgenthau, que trabajó con Taylor en Game of Thrones, se incorporó como el director de fotografía. Morgenthau dijo, "Queríamos una sensación más polvorienta y terrenal, inspirada por lo que Alan y yo habíamos hecho en Game of Thrones. Queríamos que los reinos se sintieran realistas, como un lugar de verdad, y al mismo tiempo respetar la mágica sensación y el tema del 'planeta de los dioses'." Thor: The Dark World fue la primera vez que Morgenthau rodó una película digitalmente. Para la película, Morgenthau optó por una Arri Alexa Plus, aunque probó con la Sony F65 pero la Alexa lo complació más. Además de la Alexa, se usaron cámaras Red Epic y Canon EOS 5D Mark II para el rodaje de la segunda unidad. Con la Alexa, Morgenthau usó lentes anamórficos Panavision. Dijo Morgenthau, "Los lenses le devolvieron parte de la magia y el misterio del fotoquímico al digital, el aspecto de película." También declaró que Thor: The Dark World fue por lejos el proyecto más técnicamente complejo en el que ha trabajado, pero dijo, "Es todo el mismo concepto y los mismo principios en una película más pequeñas. Solo se amplia la escala. Hay mucha más preparación. Tuvimos tres meses de preparación y un montón de tiempo para pre-armar los escenarios. Parte de ello es tener un equipo realmente bueno; en definitiva no es un trabajo individual."

### Posproducción
En julio de 2013, Dennings le dijo a la prensa que la película estaba por realizar nuevas tomas. En agosto, Taylor dijo que rodó escenas extra con Hiddleston e iba a rodar más con Hopkins. Taylor explicó que era todo parte del "proceso Marvel", y dijo, "Estamos haciendo escenas enteras, escenas que antes no estaba en la película. Estamos añadiendo escenas, creando escenas, escribiendo escenas por primera vez. La que [tiene a Loki] fue una entretenida escena [...] Nos dimos cuenta lo bien que funcionaba Loki en la película, y quisimos hacer más con él. Así que fue así, fue como, 'Oh, podríamos hacer esto, podríamos meter esto aquí' porque es tan maravilloso verlo hacer lo suyo." También en agosto, IMAX Corporation y Marvel Entertainment anunciaron que la película sería remasterizada digitalmente al formato IMAX 3D y estrenada en cines de ese tipo en el mercado internacional a partir del 30 de octubre de 2013.
Taylor dijo que Joss Whedon, guionista y director de The Avengers, reescribió varias escenas en la película, y explicó, "Joss vino para salvarnos la vida un par de veces. Teníamos una escena principal que no funcionaba para nada en papel en Londres, y básicamente llegó volando, como un equipo de SWAT o algo. Bajo, reescribió la escena, y antes de volver a su avión lo agarré y le dije, '¿Y esta escena y esta?' Y reescribió otras dos escenas que en mi opinión tenían problemas." En octubre de 2013, Tony Curran tuiteó que interpretaría al padre de Odín, Bor, en una escena retrospectiva. En noviembre de 2013, Feige afirmó que la película pretendía ser la conclusión de la "trilogía de Loki", que examinaba la relación de Thor y Loki a lo largo de Thor, The Avengers y esta película. La escena entre créditos fue dirigida por James Gunn, director de Guardianes de la Galaxia.

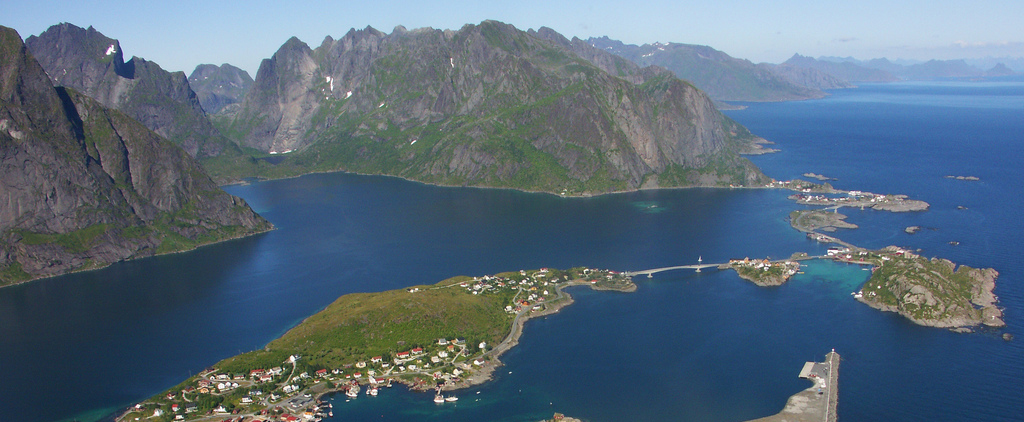
Foto de las islas Lofoten cerca de la costa de Noruega, tomada en julio de 2008.

Siete estudios completaron los efectos visuales de la película, incluidos Double Negativa y Luma Pictures. Blur Studio fue el estudio principal detrás de la secuencia de prólogo de la película que transcurre 5000 años antes del inicio de la película, en el planeta natal de los elfos oscuros de Svartalfheim. La escena consistió en su mayoría de gráficos por computadora con tomas de imagen real entretejidas. El uso de imágenes generadas por computadora dio más libertad de movimiento a los personajes, ya que los trajes reales eran demasiado constrictivos.
Taylor quería que Asgard tuviera un aspecto más natural en esta película que su predecesora. Para lograrlo, los equipos filmaron la cosa de Noruega con una cámara Arri Alexa por tres días en un helicóptero, capturando seis horas de imágenes. Double Negative luego incrustó su versión generada por computadora de Asgard en tomas del paisaje natural Alex Wuttke, supervisor de efectos visuales de Double Negative, dijo, "El beneficio que tiene es que tienes un terreno real con el cual trabajar; así que tienes edificios que tienen que tener características naturales. Desde ahí nos pusimos a poblar el terreno con distintos edificios." Para las escenas situadas en Svartalfheim, la producción filmó en Islandia y Double Negative añadió ruinas, montañas, naves de elfos oscuros, y cielos.
Para la toma del camión levitando, que se usó en la película para demostrar el extraño fenómeno causado por la alineación de los mundos, los cineastas unieron un camión de cemento a una gran plataforma hidráulica, que podía programarse para cambiar de velocidad y movimiento. Para crear la transformación de Algrim en Kurse, Double Negativo convirtió actuaciones reales de Adewale Akinnuoye-Agbaje como Algrim y como Kurse. Double Negative luego añadió humo y efectos de lava.
La secuencia de la batalla culminante de la película sucede a través de los nueve mundos mediante el uso de portales. El supervisor de efectos visuales Jake Morrison dijo, "Terminamos llamándola 'caramelo de tiempo', así que al pasar de un reino al otro es casi como papel film o una membrana algo gelatinosa por la que pasas. Se dobla un poco y luego se rompe y escupe a la persona. La otra cosa que queríamos hacer era asegurarnos de que fuera bastante desde un punto de vista de montaje. En las escenas de combate hay momentos en los que Thor y Malekith están cruzando portales por todos lados, francamente. Nos aseguramos de mantener siempre el momentum y nunca detuviera la batalla. Era un modo de asegurarse de que la audiencia no estuviera consciente de que había un efecto de por medio."

## Música
En agosto de 2012, Patrick Doyle dijo que tuvo discusiones con el director sobre su posible regreso a componer la película. Para abril de 2013, Carter Burwell había sido contratado para componer la banda sonora, pero para el mes siguiente se retiró de la película por diferencias creativas. En junio de 2013, Marvel contrató a Brian Tyler, que musicalizó Iron Man 3, como reemplazo de Burwell. Tyler dijo que dicha película tenía una "actitud y [era] realista con limitaciones", mientras que la película de Thor permitía "temas de la realeza que sean tan épicos como pueda hacerlos." El compositor describió a The Dark World como "ciencia ficción mezclada con guerra medieval clásica", lo que llevó a una banda sonora inspirada en obras de ambos géneros, como Star Wars y El Señor de los Anillos. Azam Ali aparece como vocalista. La banda sonora fue lanzada en formato digital el 28 de octubre de 2013.

## Marketing

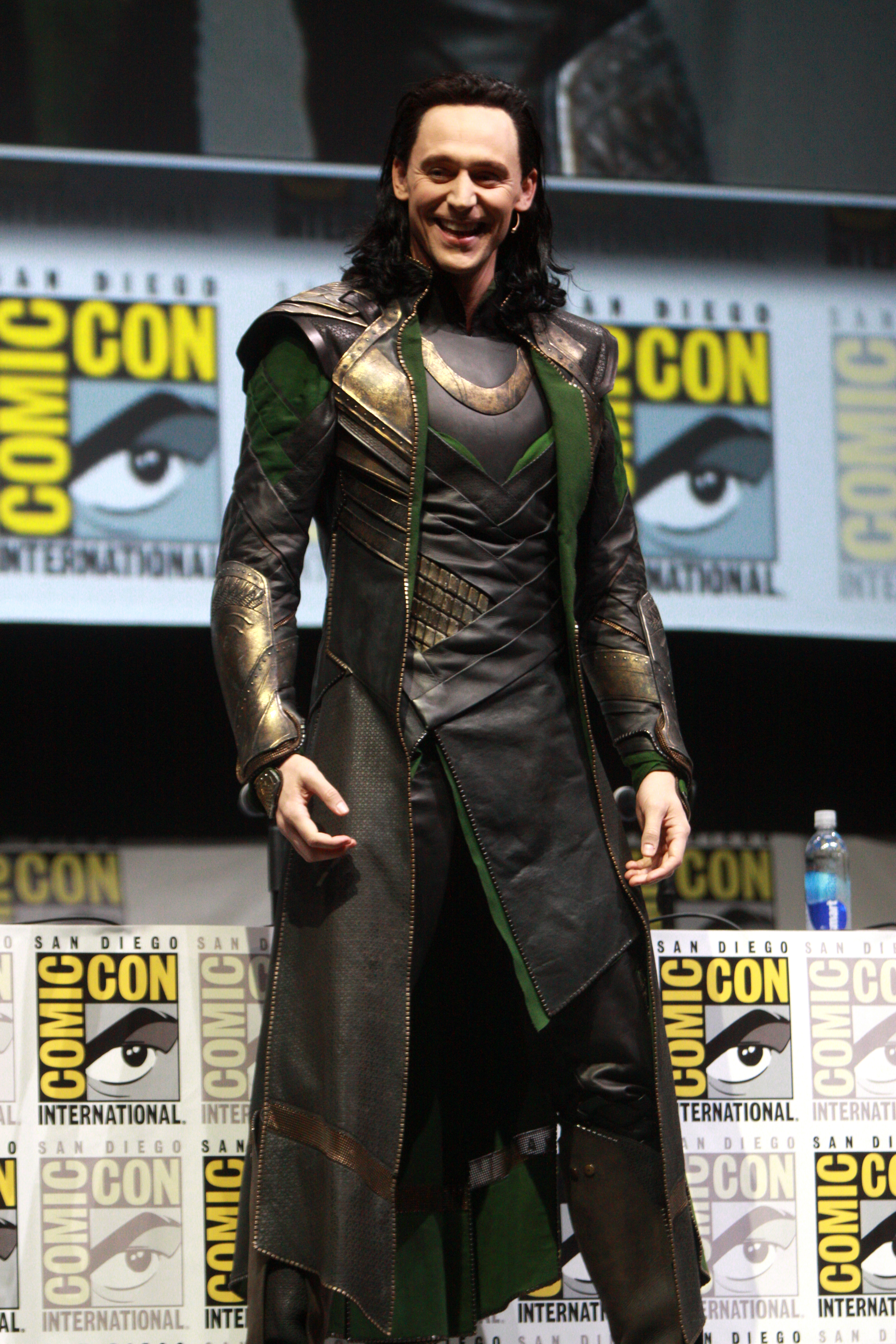
Hiddleston como Loki en la Convención Internacional de Cómics de San Diego de 2013 para promocionar la película.

En marzo de 2013, Marvel anunció el estreno de un cómic preludio de dos volúmenes escrito por Craig Kyle y Christopher Yost con arte de Scot Eaton en junio de 2013. En abril de 2013, Marvel estrenó el primer avance de Thor: The Dark World. Forbes dijo, "Este tráiler encaja bien en la mayor campaña de marketing de la marca de Marvel. Coloca a todos los personajes reconocibles de la primera película en el centro de atención, presenta la acción como un evento en equipo que recuerda a los Vengadores, y nuevamente Loki —que fue bastante popular con la audiencia— hace una aparición." El Los Angeles Times comentó, "La influencia del director Alan Taylor es evidente a lo largo del avance; la mano del director de Game of Thrones puede verse en las secuencias de batalla, y Asgard —un brilloso reino bajo el director de Thor Kenneth Branagh— se ve más polvorienta en la secuela." En julio en la Convención Internacional de Cómics de San Diego de 2013, Hiddleston presentó escenas de la película a la audiencia caracterizado como Loki. También en julio, Gameloft anunció que un videojuego, titulado Thor: The Dark World – The Official Game, se lanzaría en conjunto con el estreno de la película en noviembre.
El póster de la película fue lanzado a principios de agosto de 2013. Kirsten Acuna de Business Insider criticó el póster por su falta de originalidad, y señaló su semejanza a uno de los pósteres de Iron Man 3, ambos de los cuales incluían al protagónico femenino aferrarse al protagonista masculino, ambos mirando en direcciones opuestas, los antagonistas prominentes en el fondo y los personajes secundarios "a un costado". Además, Marvel estrenó un segundo avance de la película como parte de la Semana Geek de YouTube. Forbes dijo, "este tráiler de 150 segundos es básicamente una versión extendida del teaser de 106 segundos del pasado abril" y que "este tráiler no logra mostrar qué hay de nuevo esta vez [...] hace que la audiencia se cuestione si en realidad no tienen mucho más que ofrecer." El Los Angeles Times dijo que el avance insinúa "una secuela de escala ominosa y épica" y que "la colaboración entre Thor y Loki promete ser especialmente interesante." Más adelante en el mes, el productor Kevin Feige y los actores Tom Hiddleston, Natalie Portman y Anthony Hopkins presentaron escenas adicionales en la D23 Expo de Disney.
También en agosto de 2013, Disney anunció planes para promocionar la película con una atracción en Disneyland. La atracción llamada Thor: Treasures of Asgard, ubicada junto a la exposición de Stark Industries dentro de Innoventions en Tomorrowland, abrió el 1 de noviembre de 2103, cuenta con reliquias asgardianas exhibidas y transporta a los pasajeros al salón del trono de Odín, donde Thor los saluda. El octavo episodio de Agents of S.H.I.E.L.D., titulado "The Well", transcurre durante las repercusiones de los eventos de Thor: The Dark World. Su primera emisión fue el 19 de noviembre de 2013. Jaimie Alexander repitió su papel de Sif en el episodio de Agents of S.H.I.E.L.D. "Yes Men", que se emitió el 11 de marzo de 2014.

## Estreno
La premier mundial de Thor: The Dark World se llevó a cabo el 22 de octubre de 2013, en la Odeon Leicester Square en Londres. La película se estrenó en cines en el Reino Unido ocho días después, el 30 de octubre. La película tuvo su premier en Norteamérica en El Capitan Theatre en Hollywood, y se estrenó en cines de Estados Unidos el 7 de noviembre de 2013.

### Formato casero
Thor: The Dark World fue lanzada por Walt Disney Studios Home Entertainment en descarga digital el 4 de febrero de 2014, y en Blu-ray Disc y DVD el 25 de febrero de 2014. El lanzamiento en formato físico incluye escenas extendidas, escenas eliminadas, comentario de audio y un corto Marvel One-Shot titulado All Hail the King, con Ben Kingsley repitiendo su papel como Trevor Slattery de Iron Man 3.
La película también formó parte de una caja recopilatoria de 13 discos, titulada "Marvel Cinematic Universe: Phase Two Collection", que incluye todas las películas de la Fase Dos del Universo cinematográfico de Marvel. Fue lanzada el 8 de diciembre de 2015.

## Recepción

### Taquilla
Thor: The Dark World recaudó $206,4 millones en Norteamérica y $438,2 millones en otros territorios, para un total mundial de $644,6 millones. Superó la recaudación de su predecesora luego de solo 19 días de su estreno. Deadline Hollywood calculó que las ganancias netas de la película fueron $139,4 millones, contando todas las expensas y ganancias de la película, colocándola décima en su lista de "superproducciones más valiosas" de 2014.
Thor: The Dark World ganó un estimado de $7,1 millones en funciones del jueves por la noche, más del doble de la recaudación de medianoche de su predecesora. El viernes 7 de noviembre de 2013, la película encabezó la taquilla con $31,9 millones (ganancias del jueves incluidas), un 25% mayor a la recaudación del primer día de la película original. Durante el domingo, la película permaneció en el primer puesto con $85,7 millones, un incremento de 30% sobre el primer fin de semana de su predecesora. Este fue el mayor debut de noviembre para una película distribuida por Disney, superando a Los Increíbles. Thor: The Dark World encabezó la taquilla en Norteamérica durante sus primeros dos fines de semana. antes de que Los juegos del hambre: en llamas la superase en su tercer fin de semana.
En su estreno durante la semana, el miércoles 30 de octubre de 2013, Thor: The Dark World recaudó $8,2 millones de 33 territorios, incluidos el Reino Unido y Francia, donde tuvo un mayor debut que su predecesora. Durante sus primeros tres días, la película ganó $45,2 millones, y para el final del fin de semana, luego de expandirse a tres territorios más, llegó a un total de $109,4 millones en cinco días, y quedó en primer lugar en todos los 36 países. Sus mayores debuts ocurrieron en China ($21 millones), el Reino Unido, Irlanda y Malta ($13,8 millones), y Francia y la región del Magreb ($9,94 millones). Encabezó la taquilla fuera de Norteamérica en sus primeros tres fines de semana de estreno. En ganancias totales, sus mayores mercados fueron China ($55,3 millones), Rusia y la CEI ($35,4 millones) y el Reino Unido, Irlanda y Malta ($31,4 millones).

### Crítica

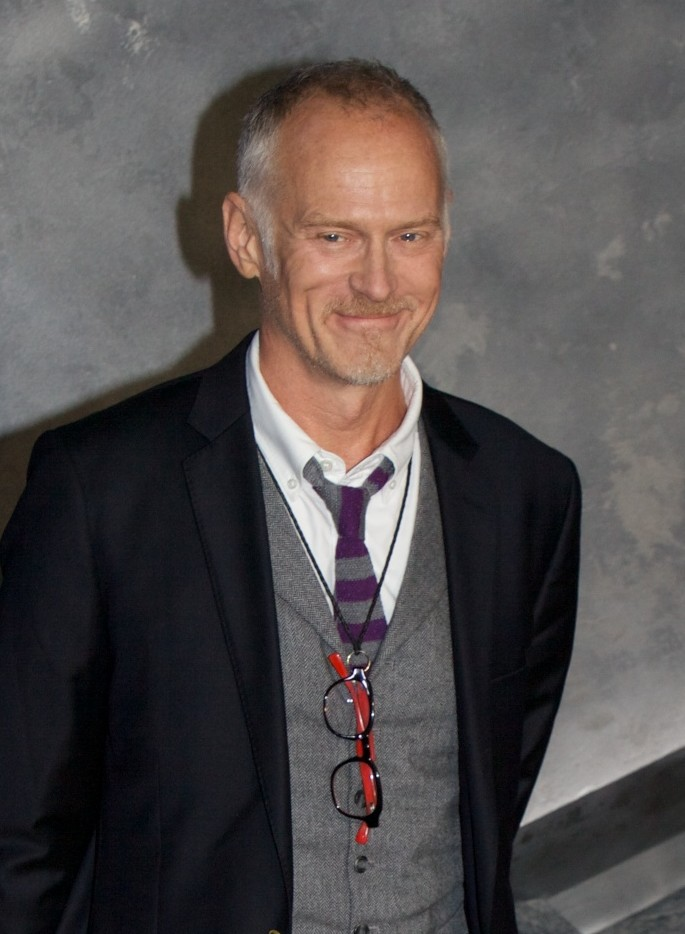
Taylor en la premier mundial de Thor: The Dark World en Londres.

El recopilador de críticas Rotten Tomatoes informó un porcentaje de aprobación del 66% basado en 287 reseñas, con un puntaje promedio de 6,22/10. El consenso crítico del sitio dice, "Podrá no ser la mejor película en salir del universo Marvel, pero Thor: The Dark World igualmente ofrece bastante humor y acción de alto riesgo que los fans han llegado a esperar." Metacritic, que usa una media ponderada, le asignó una puntuación de 54 de 100 basada en 44 críticos, indicando "reseñas mixtas o promedio". Las audiencias encuestadas por CinemaScore le dieron a la película una nota promedio de "A-" en una escala entre A+ y F.
Ben Child de The Guardian dijo, "Gracias al impresionante carisma colectivo de Hiddleston y Hemsworth, Thor: The Dark World está lejos de matar a la franquicia." Justin Chang de Variety escribió, "Este robusto e impersonal modelo de efectos visuales prueba tener suficiente optimismo y pocas pretensiones para compensar su guiso de elementos de fantasía y acción que de otro modo serían repetitivos." Alonso Duralde de TheWrap dijo, "Thor: The Dark World cumple lo prometido —acción, grandiosidad mística, romance, humor— mucho más allá que su predecesora." Simon Abrams, escribiendo para RogerEbert.com dijo, "Hay la suficiente tensión y humor en Thor: The Dark World para que valga la pena ver los procedimientos que de otro modo serían apáticos, pero solo la suficiente." Frank Lovece de Film Journal International se hizo eco de los sentimientos de otros críticos, y escribió "¿Está mal que la mejor relación en Thor: The Dark World sea entre el superhéroe nórdico titular y su hermano adoptivo Loki? Sin quitarle nada a la ganadora del Óscar Natalie Portman [...] es el complicado amor-odio entre Thor y el tramposo dios Loki que no puedes dejar de ver."
Por otro lado, Tim Robey de The Daily Telegraph dijo, "Se siente hecha por comité; la definición del estilo de empresa, sin ningún sello personal a la vista." Leslie Felperin de The Hollywood Reporter dijo, "Aunque el director Alan Taylor logra poner todo en marcha para la batalla final en Londres, los largos tramos previos en Asgard y las otras ramas de Yggdrasil estorban, como capítulos de relleno de Game of Thrones pero sin la complejidad narrativa, peso mítico o sexualidad omnipresente." Michael Pillips del Los Angeles Times le atribuyó a Thor: The Dark World "las mismas viejas amenazas de aniquilación de la galaxia condimentadas con chistes de pez fuera del agua bastante entretenidos". Jeannette Catsoulis de The New York Times dijo, "las escenas de combate son tan carentes de tensión y coherencia como la historia de amor central."

### Premios y nominaciones
La Academia de Artes y Ciencias Cinematográficas colocó a Thor: The Dark World en su lista de posibles nominadas al Premio Óscar a los mejores efectos visuales, pero finalmente no la nominó.
| Año  | Premio                 | Categoría                                  | Receptor(es)                                                         | Resultado | Ref(s)  |
| ---- | ---------------------- | ------------------------------------------ | -------------------------------------------------------------------- | --------- | ------- |
| 2014 | IGN Lo mejor de 2013   | Mejor adaptación de un cómic               | Thor: The Dark World                                                 | Nominada  | [ 161 ] |
| 2014 | People's Choice Awards | Película de fin de año favorita            | Thor: The Dark World                                                 | Nominada  | [ 162 ] |
| 2014 | ABFF Hollywood Awards  | Artista del año                            | Idris Elba (también por Pacific Rim y Mandela: Long Walk to Freedom) | Nominado  | [ 163 ] |
| 2014 | Premios Empire         | Mejor actor de reparto                     | Tom Hiddleston                                                       | Nominado  | [ 164 ] |
| 2014 | Premios Saturn         | Mejor película basada en un cómic          | Thor: The Dark World                                                 | Nominada  | [ 165 ] |
| 2014 | Premios Saturn         | Mejor actor de reparto                     | Tom Hiddleston                                                       | Nominado  |         |
| 2014 | Premios Saturn         | Mejor vestuario                            | Wendy Partridge                                                      | Nominada  |         |
| 2014 | Premios Saturn         | Mejor maquillaje                           | Karen Cohen, David White, Elizabeth Yianni-Georgiou                  | Nominados |         |
| 2014 | Premios Saturn         | Mejores efectos especiales                 | Jake Morrison, Paul Corbould, Mark Breakspear                        | Nominados |         |
| 2014 | MTV Movie Awards       | Mejor actuación sin camiseta               | Chris Hemsworth                                                      | Nominado  | [ 166 ] |
| 2014 | MTV Movie Awards       | Mejor héroe                                | Chris Hemsworth                                                      | Nominado  |         |
| 2014 | MTV Movie Awards       | Personaje favorito                         | Loki                                                                 | Nominado  |         |
| 2014 | Golden Trailer Awards  | Mejor spot televisivo de acción            | Thor: The Dark World                                                 | Nominada  | [ 167 ] |
| 2014 | BET Awards             | Mejor actor                                | Idris Elba (también por Mandela: Long Walk to Freedom)               | Nominado  | [ 168 ] |
| 2014 | Teen Choice Awards     | Mejor película de ciencia ficción/fantasía | Thor: The Dark World                                                 | Nominada  | [ 169 ] |
| 2014 | Teen Choice Awards     | Mejor actor de ciencia ficción/fantasía    | Chris Hemsworth                                                      | Nominado  |         |
| 2014 | Teen Choice Awards     | Mejor actriz de ciencia ficción/fantasía   | Natalie Portman                                                      | Nominada  |         |

## Secuela
Thor: Ragnarok se estrenó el 3 de noviembre de 2017, dirigida por Taika Waititi. Eric Pearson, Craig Kyle y Christopher Yost escribieron el guion, Hemsworth, Hiddleston, Hopkins, Elba, Asano, Levi y Stevenson repiten sus papeles como Thor, Loki, Odín, Heimdall, Hogun, Fandral y Volstagg, respectivamente, mientras que Mark Ruffalo y Benedict Cumberbatch aparecen como Bruce Banner / Hulk y Doctor Strange, respectivamente, repitiendo sus papeles de películas anteriores del UCM. Cate Blanchett, Tessa Thompson, Jeff Goldblum y Karl Urban se unen al elenco como Hela, Valquiria, Gran Maestro y Skurge, respectivamente.